# Narasaraopet
Narasaraopet ist eine Stadt im indischen Bundesstaat Andhra Pradesh.
Die Stadt ist Verwaltungssitz des Distrikts Palnadu. Narasaraopet hat den Status einer Municipality. Die Stadt ist in 23 Wards gegliedert.

## Demografie
Die Einwohnerzahl der Stadt liegt laut der Volkszählung von 2011 bei 116.250. Narasaraopet hat ein Geschlechterverhältnis von 977 Frauen pro 1000 Männer und damit einen für Indien häufigen Männerüberschuss. Die Alphabetisierungsrate lag bei 79,6 % im Jahr 2011. Knapp 76 % der Bevölkerung sind Hindus, ca. 23 % sind Muslime und ca. 1 % gehören einer anderen oder keiner Religion an. 9,5 % der Bevölkerung sind Kinder unter 6 Jahren.

## Infrastruktur
Ein Bahnhof verbindet die Stadt mit dem nationalen Schienennetz.